# Janvier 1794
Cette page présente les faits marquants du mois de janvier 1794.

## Événements
- Janvier à mars (Nivôse à ventôse an II) : prise de la Martinique.

- Janvier à avril : Fusillades d'Avrillé

- 2 janvier (13 nivôse an II), France : condamnation du maréchal de France Nicolas Luckner.

- 2 au 3 janvier (13 au 14 nivôse an II), France : bataille de Noirmoutier.

- 2 janvier au 3 mai (13 nivôse au 14 floréal an II), France : bataille de Machecoul

- 6 janvier (17 nivôse an II), France : Loi du 17 nivôse an II mettant fin à la primogéniture

- 9 au 10 janvier (20 au 21 nivôse an II), France : bataille de Saint-Fulgent.

- 11 janvier (22 nivôse an II) : bataille de Gralas.

- 12 janvier (23 nivôse an II), France : scandale de la Compagnie des Indes.

- 19 janvier (30 nivôse an II) : les Britanniques prennent pied en Corse.

- 21 janvier au 17 mai (2 pluviôse au 28 floréal an II), France : les « colonnes infernales » de Turreau pendant la guerre de Vendée.

- 27 janvier (8 pluviôse an II) : publication à Paris de la première partie de The Age of Reason (Le Siècle de la raison), de Thomas Paine[1].

- 28 janvier (9 pluviôse an II) : prise de Fort-Dauphin.

## Naissances

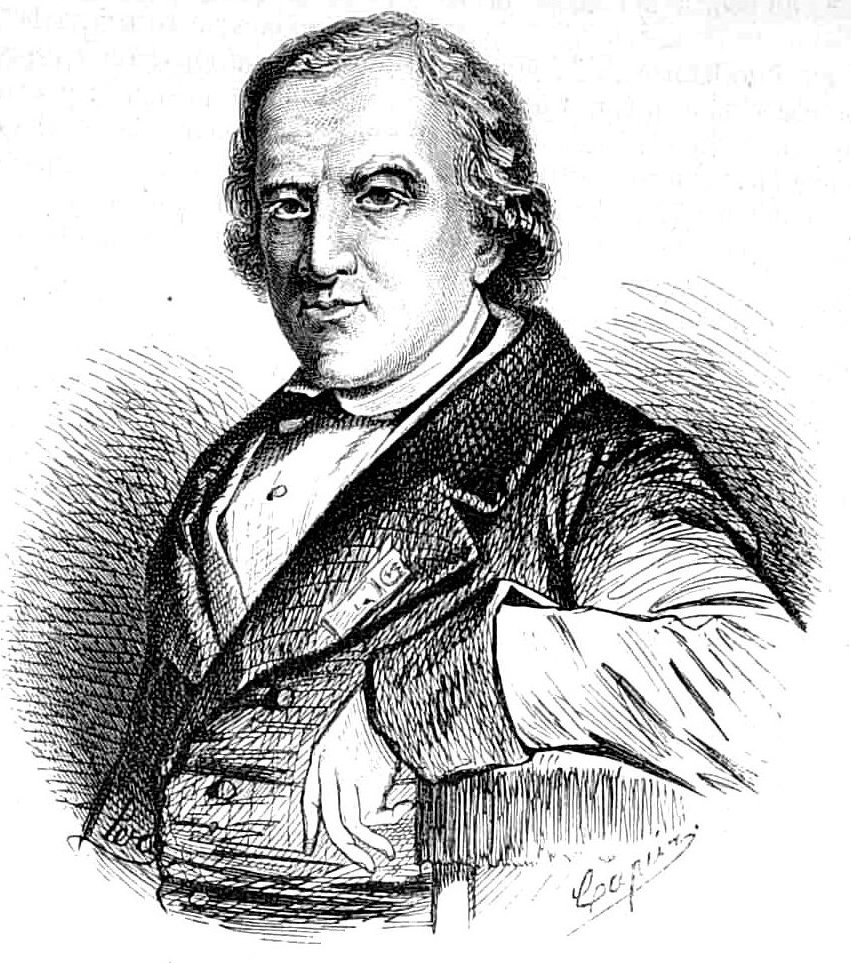
François-Vincent Raspail

- 3 janvier (14 nivôse an II) : Joseph Lebeau, homme politique belge († 19 mars 1865).
- 7 janvier : Eilhard Mitscherlich (mort en 1863), chimiste et minéralogiste allemand.
- 17 janvier (28 nivôse an II) : Jacques-Amand Eudes-Deslongchamps (mort en 1867), médecin, naturaliste et paléontologue français.
- 29 janvier (10 pluviôse an II) : François-Vincent Raspail (mort en 1878), chimiste, médecin et homme politique français.

## Décès
- 8 janvier : Justus Möser, écrivain et homme d'État allemand (1720-1794).
- 10 janvier : Georg Forster (né en 1754), naturaliste allemand.
- 16 janvier : Edward Gibbon, historien britannique.
- 28 janvier (9 pluviôse an II) : Henri de La Rochejaquelein, l'un des chefs de l'armée vendéenne au cours des batailles de la Révolution française.